# Preamplificatore a valvole

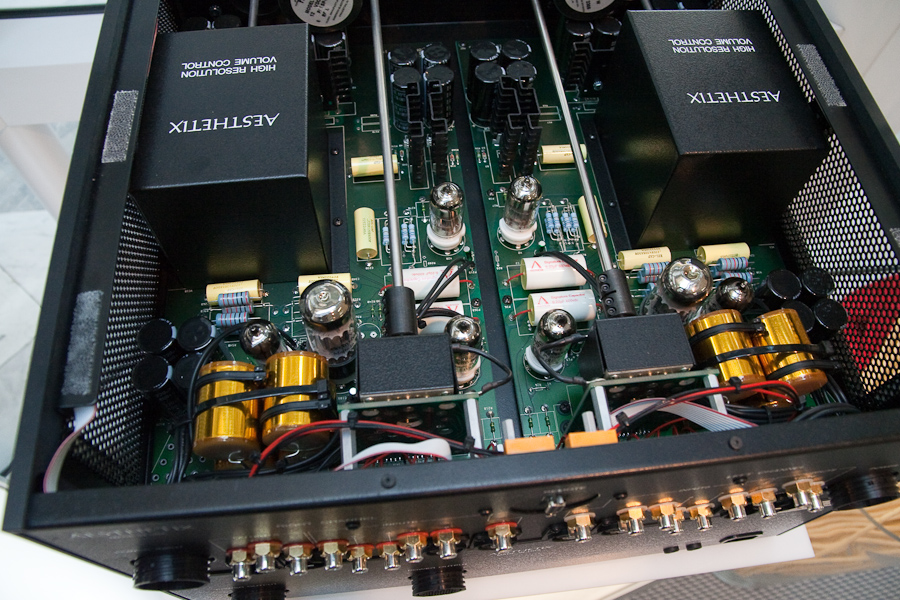
Interno di un preampli a valvole

Il preamplificatore a valvole, detto anche pre-valvolare, è un tipo di preamplificatore audio costituito con valvole termoioniche, invece dei componenti "a stato solido" (quali transistor, OP-Amp, ecc.). Nel aumentare il livello di voltaggio dei segnali trattati (guadagno), come tutti i preamplificatori funge da interfaccia tra una o più sorgenti (a basso livello), ad altri stadi di preamplificazione o di amplificazione (amplificatori e finali di potenza), disponendo spesso, anche della possibilità manuale di controllare guadagno, volume, toni di equalizzazione o altre regolazioni del suono, e della loro distribuzione (selezione di ingresso e uscita).     

## Tipologie
Le tipologie possono essere tante e diverse, soprattutto in base alle valvole utilizzate, agli schemi elettrici e/o alle impostazioni di schema interne, e alla quantità del guadagno totale, ma la funzione di base è molto simile, se non la medesima, sia per amplificare i piccolissimi segnali di sorgenti come i microfoni (nel caso, si parla di preamplificatori microfonici), che per i segnali con livelli molto più alti (detti, segnali di linea), come lettori CD, DVD, ecc.   
Alcuni preamplificatori sono dotati sia di ingressi di linea che ingressi microfonici, e a volte con impedenza e guadagno variabili. Ed alcuni tipi, possono svolgere un ruolo molto importante nel routing degli impianti audio, in quanto generalmente sono forniti anche di commutatore di ingressi (selettore) e/o di uscita. Ogni canale del mixer (ad esempio), è di fatto un preamplificatore microfonico/linea, con tanto di regolazioni del guadagno d'ingresso, del volume di mandata e del bilanciamento sterefonico del canale. Ma ormai, dagli anni ottanta, le consolle utilizzano solo i transistor e non più le valvole, oppure sono costituite per lavorare in modo totalmente digitale.  

## Il suono
Come ogni altro componente attivo della catena audio, il preamplificatore modifica (anche se leggermente) il segnale originale, modificando il suono in modo più o meno percepibile: i pre-valvolari, al contrario di quelli a stato solido, sono caratterizzati dal arricchire il suono con armoniche pari, rendendolo più gradevole e "caldo", ovvero più morbido e meno pungente per le orecchie.  